# Barrington (New Jersey)
Barrington is een plaats (borough) in de Amerikaanse staat New Jersey, en valt bestuurlijk gezien onder Camden County.

## Demografie
Bij de volkstelling in 2000 werd het aantal inwoners vastgesteld op 7084.
In 2006 is het aantal inwoners door het United States Census Bureau geschat op 7004, een daling van 80 (-1,1%).

## Geografie
Volgens het United States Census Bureau beslaat de plaats een oppervlakte van
4,2 km², geheel bestaande uit land.

## Plaatsen in de nabije omgeving
De onderstaande figuur toont nabijgelegen plaatsen in een straal van 4 km rond Barrington.